# Novaja Zemlja
Novaja Zemlja (Új-föld; oroszul: Новая Земля) két fő szigetből álló, Oroszországhoz tartozó szigetcsoport Európa legtávolabbi északkeleti vidékén, a szárazföldtől északra, a Jeges-tengerben. 

## Földrajza
Területe körülbelül 90 650 km². A Flisszingszkij-fok (é. sz. 76° 42′ 10″, k. h. 69° 05′ 42″76.702778°N 69.095000°E) Európa legkeletibb pontja.
A szárazföld és a szigetcsoport között a Kara-szoros húzódik, a két szigetet pedig a Matocskin Sar-szoros választja el egymástól. A két fő szigetből az északit Északi-szigetnek (Szevernij osztrov), a délit Déli-szigetnek (Juzsnij osztrov) nevezik. A Novaja Zemlja választja el a Barents-tengert a Kara-tengertől.
Területét hegyek és völgyek tagolják; a sziget tulajdonképpen az Urál hegység folytatása a tengerben. Legmagasabb pontja 1070 m. Az északi szigeten sok a gleccser, míg a délin tundra éghajlat uralkodik.
Természeti kincsei a réz, az ólom és a cink. Lakossága körülbelül 100 fő, akik halászatból és fókavadászatból tartják fenn magukat. A sziget őslakosai a nyenyecek, a sziget azonban nem része a Nyenyec autonóm körzetnek, a helyi igazgatás az Arhangelszki terület és részben közvetlenül az Oroszországi Föderáció hatóságainak van alárendelve.
Az oroszok a XI. század óta tudnak Novaja Zemljáról, amikor novgorodi kereskedők jártak arra. A nyugat-európaiak az Északkeleti átjáró keresése közben találtak rá a 16. században – az első partra szálló Hugh Willoughby volt 1553-ban. Willem Barents 1596-ban megkerülte az Északi-sziget legészakibb pontját, és áttelelt az északkeleti parton, de a visszaúton életét vesztette. Ezen az úton térképezték fel a szigetcsoport nyugati partvonalát.

## Közigazgatás
Közigazgatásilag az Arhangelszki területhez tartozik. Nem számít járásnak, és nem tartozik egyik járáshoz sem. Statisztikai szempontból a járásoknak megfelelő területi egységként kezelik, önkormányzati szempontból pedig különálló városi körzetet alkot.

## Nukleáris kísérletek
A szigeten 1954. szeptember 17-én nyitották meg a Szovjetunió nukleáris fegyverkísérleti telepét (lőterét) Belusja Guba központtal. A kísérleti telep három területet foglalt magában:
- Csornaja Guba (é. sz. 70,7°, k. h. 54,6°70.700000°N 54.600000°E), amely 1955–1962 között működött,
- Matocskin Sar (é. sz. 73,4°, k. h. 54,9°73.400000°N 54.900000°E), amelyet 1957–1962 között használtak, valamint
- Szuhoj Nosz (é. sz. 73,7°, k. h. 54,0°73.700000°N 54.000000°E), amelyik szintén 1957–1962 között volt használatban.

Azonban a sziget más pontjain is hajtottak végre kísérleti robbantásokat, Novaja Zemlja területének a fele gyakorlatilag kísérleti telepként funkcionált.
1955. szeptember 21. és 1990. október 24. között a kísérleti telepen 135 nukleáris robbantást hajtottak végre, ebből 87 légköri, 1 földfelszíni, 2 vízfelszíni, 3 vízalatti és 42 földalatti robbantás volt. A kísérletek között több nagy hatóerejű (Mt fölötti) atomfegyver tesztelésére is sor került. 1961. október 30-án a sziget északi része fölött robbantották fel az eddig megépített legnagyobb nukleáris fegyvert, az 50 Mt hatóerejű Cár-bombát.
1963-ban az Amerikai Egyesült Államok és a Szovjetunió megállapodást írt alá az atomfegyver-kísérletek korlátozásáról, amely megtiltotta a légköri, a vízalatti és az űrben végrehajtott atomrobbantásokat. Az egyezmény nyomán Novaja Zemlján 1963-tól 1990-ig már csak földalatti robbantásokat hajtottak végre. A szélesebb közvélemény előtt csak az 1980-as évek végén váltak ismertté a Novaja Zemlján végrehajtott atomfegyver-kísérletek, amelyek ellen 1990-ben a Greenpeace környezetvédő szervezet a helyszínen tüntetett.
Az utolsó robbantás 1990-ben történt (egyben az utolsó szovjet/orosz atomrobbantás), az atomfegyver-kísérletekről szóló moratórium 1990. október 24-i életbe lépése előtt. A területen a kísérleti lőtér azonban továbbra is működik. Matocskin Sarnál a nukleáris fegyverrendszerek tesztelését végzik. A klímára való tekintettel az orosz atomenergia-ügyi miniszter 2000 júliusától augusztusáig több kritikus tömeg alatti hidronukleáris kísérletet engedélyezett. Ezekben a hivatalos adatok szerint 100 g plutóniumot használtak fel.